# Leśniczówka Kaczka
Leśniczówka Kaczka – przysiółek wsi Mostki położona w województwie świętokrzyskim w powiecie skarżyskim w gminie Suchedniów.
W latach 1975–1998 miejscowość administracyjnie należała do województwa kieleckiego.